# XXV з'їзд КПУ
XXV з'їзд КПУ — з'їзд Комуністичної партії України, що відбувся в Києві 10—13 лютого 1976 року.
У роботі з'їзду взяли участь 2316 делегатів, які представляли 2 536 772 члени і 89 036 кандидатів у члени партії.

## Порядок денний з'їзду
1. Звіт ЦК КПУ (доповідач Щербицький Володимир Васильович).
2. Звіт Ревізійної комісії КПУ (доповідач Литвинов Євген Леонтійович).
3. Про проект ЦК КПРС до XXV з'їзд КПРС «Основні напрямки розвитку народного господарства СРСР на 1976–1980 рр.» (доповідач Ляшко Олександр Павлович).
4. Вибори керівних органів КПУ.

Обрано Центральний комітет у складі 191 члена і 77 кандидатів у члени ЦК, Ревізійну комісію у складі 57 осіб.

### Члени ЦК КПУ
- Абакумов Євген Андрійович
- Авілов Олег Володимирович
- Алімов Анатолій Андрійович
- Антонов Олег Костянтинович
- Антонова Катерина Тимофіївна
- Арешкович Василь Данилович
- Артамонов Володимир Олександрович
- Бажан Микола Платонович
- Бандровський Генріх Йосипович
- Барановський Анатолій Максимович
- Бездітко Андрій Павлович
- Безрук Павло Федорович
- Біблик Валентин Васильович
- Бізяєв Всеволод Іванович
- Білий Михайло Улянович
- Бойко Анатолій Федорович
- Бойко Віктор Григорович
- Бойко Костянтин Петрович
- Бондаренко Василь Антонович
- Борисенко Микола Михайлович
- Ботвин Олександр Платонович
- Бочаров В'ячеслав Сергійович
- Булатов Юрій Васильович
- Бульський Олександр Михайлович
- Бурмистров Олександр Олександрович
- Бушма Іван Іванович
- Варенніков Валентин Іванович
- Васляєв Володимир Олександрович
- Ватченко Олексій Федосійович
- Ващенко Григорій Іванович
- Вільчинський Володимир Тадейович
- Волков Анатолій Іванович
- Волошин Іван Макарович
- Ворона Любов Кирилівна
- Воронін Василь Олексійович
- Врублевський Віталій Костянтинович
- Всеволожський Михайло Миколайович
- Гаврилова Тетяна Андріївна
- Гайовий Володимир Максимович
- Гайворонський Юрій Григорович
- Гаркуша Микола Андрійович
- Герасимов Іван Олександрович
- Гіталов Олександр Васильович
- Гладкий Сергій Федорович
- Глух Федір Кирилович
- Глушков Віктор Михайлович
- Глущенко Леонід Федорович
- Голобородько Ілля Іванович
- Головань Євгенія Олексіївна
- Головченко Іван Харитонович
- Гончар Олесь Терентійович
- Гончаренко Борис Трохимович
- Григор'єв Іван Олександрович
- Гридасов Дмитро Матвійович
- Грінцов Іван Григорович
- Грушецький Іван Самійлович
- Гуров Микола Олексійович
- Гусєв Володимир Олексійович
- Давидов Іван Микитович
- Дикусаров Володимир Григорович
- Добрик Віктор Федорович
- Єльченко Юрій Никифорович
- Єрошенко Микола Васильович
- Єсипенко Павло Євменович
- Єфіменко Георгій Григорович
- Жарков Володимир Іванович
- Загородній Василь Іванович
- Злобін Геннадій Карпович
- Іванін Валентин Петрович
- Ільїн Віктор Іванович
- Ільницький Юрій Васильович
- Кавун Василь Михайлович
- Кальченко Никифор Тимофійович
- Капто Олександр Семенович
- Карпенко Анатолій Миколайович
- Качаловський Євген Вікторович
- Качура Борис Васильович
- Кириченко Микола Карпович
- Кириченко Олексій Нестерович
- Кобильчак Михайло Митрофанович
- Коваленко Анатолій Дмитрович
- Коваль Антоніна Михайлівна
- Козаченко Василь Павлович
- Козир Павло Пантелійович
- Колесов Орест Андрійович
- Корж Микола Панасович
- Корнієнко Анатолій Іванович
- Корнієнко Олексій Сергійович
- Косяк Юрій Федорович
- Кравцов Іван Семенович
- Кривонос Петро Федорович
- Круглич Геннадій Михайлович
- Крючков Василь Дмитрович
- Крючков Георгій Корнійович
- Кузьменко Михайло Васильович
- Куликов Яків Павлович
- Кунда Євген Васильович
- Куцевол Василь Степанович
- Лавриненко Микола Васильович
- Лавриненков Володимир Дмитрович
- Лисенко Іван Петрович
- Личагін Микола Семенович
- Лісовий Тимофій Григорович
- Лубенець Григорій Кузьмич
- Лутак Іван Кіндратович
- Любченко Любов Андріївна
- Ляхов Іван Андрійович
- Ляшко Олександр Павлович
- Макаренко Віктор Сергійович
- Макаров Олександр Максимович
- Маланчук Валентин Юхимович
- Марченко Анатолій Дмитрович
- Масол Віталій Андрійович
- Матюшенко Юрій Єлисейович
- Махиня Михайло Михайлович
- Мироненко Валентин Карпович
- Миронов Василь Петрович
- Мисниченко Владислав Петрович
- Мігдєєв Олександр Васильович
- Місюра Олена Терентіївна
- Мозговий Іван Олексійович
- Моргун Федір Трохимович
- Моцак Григорій Іванович
- Мусієнко Петро Кирилович
- Нівалов Микола Миколайович
- Ніколаєв Микола Федорович
- Ночовкін Анатолій Петрович
- Осипенко Ярослав Олексійович
- Павленко Георгій Миколайович
- Панасенко Тарас Іванович
- Пантелеєв Микола Олексійович
- Парубок Омелян Никонович
- Патон Борис Євгенович
- Пашов Михайло Васильович
- Пеца Ганна Дмитрівна
- Пилипенко Анатолій Григорович
- Площенко Володимир Дмитрович
- Погребняк Петро Леонтійович
- Погребняк Яків Петрович
- Попльовкін Трохим Трохимович
- Походін Віктор Пилипович
- Початун Валентина Йосипівна
- Починок Макар Іванович
- Продан Костянтин Костянтинович
- Проценко Діна Йосипівна
- Радзієвський Іван Іванович
- Ремесло Василь Миколайович
- Розенко Петро Якимович
- Руденко Олег Степанович
- Рудич Фелікс Михайлович
- Савченко Марія Харитонівна
- Сакун Федір Павлович
- Санов Микола Михайлович
- Сахнюк Іван Іванович
- Святоцький Василь Олександрович
- Сергєєв Володимир Григорович
- Сіробаба Володимир Якович
- Смолянніков Олексій Петрович
- Соколов Іван Захарович
- Сологуб Віталій Олексійович
- Сорокотяга Павло Лук'янович
- Статінов Анатолій Сергійович
- Степаненко Ігор Дмитрович
- Сторчак Віталій Михайлович
- Стрельченко Іван Іванович
- Таратута Василь Миколайович
- Телішевський Тимофій Дмитрович
- Темний Василь Федорович
- Терехов Костянтин Павлович
- Тимофєєв Борис Борисович
- Титаренко Олексій Антонович
- Ткачук Григорій Іванович
- Трефілов Віктор Іванович
- Тронько Петро Тимофійович
- Уманець Микола Васильович
- Федоров Олексій Федорович
- Федорчук Віталій Васильович
- Харченко Іван Петрович
- Ховрін Микола Іванович
- Хорунжий Михайло Васильович
- Цибань Микола Григорович
- Цибулько Володимир Михайлович
- Чемодуров Трохим Миколайович
- Чумак Аркадій Степанович
- Шамота Микола Захарович
- Шевель Георгій Георгійович
- Шевченко Валентина Семенівна
- Шевчук Григорій Іванович
- Шпак Петро Федорович
- Щербицький Володимир Васильович
- Ярковий Іван Мефодійович

### Кандидати в члени ЦК КПУ
- Андрієвський Михайло Костянтинович
- Андрієнко Ганна Петрівна
- Апринцева Валентина Іванівна
- Багратуні Георгій Рубенович
- Бакланов Григорій Митрофанович
- Бутенко Леонід Якович
- Воденіктов Іван Георгійович
- Вороненко Михайло Степанович
- Галкін Павло Миколайович
- Ганнусенко Іван Маркович
- Гіренко Андрій Миколайович
- Главак Тамара Володимирівна
- Головченко Федір Петрович
- Горяшко Олексій Маркіянович
- Грицай Олександр Андрійович
- Дементьєв Володимир Тимофійович
- Денисенко Григорій Іванович
- Дойнова Ганна Прокопівна
- Загребельний Павло Архипович
- Зоненко Андрій Тимофійович
- Іщенко Микола Григорович
- Кандела Віктор Іванович
- Канівець Михайло Якович
- Кирик Леонід Миколайович
- Кирюшин Володимир Андрійович
- Кислий Яків Пантелійович
- Ковалевський Анатолій Михайлович
- Ковальчук Микола Михайлович
- Колесник Феодосій Дмитрович
- Коломієць Юрій Панасович
- Колотуха Яків Якович
- Конділенко Іван Іванович
- Корзинкін Володимир Федорович
- Кременицький Віктор Олександрович
- Кривошеєв Володимир Іванович
- Крушинський Юрій Дмитрович
- Кубарєв Василь Миколайович
- Левадна Катерина Юхимівна
- Левчук Тимофій Васильович
- Ленчовська Меланія Михайлівна
- Лисицин Віктор Опанасович
- Маєвський Валентин Володимирович
- Макухін Олексій Наумович
- Маринич Олександр Мефодійович
- Медведєв Павло Миколайович
- Меркулов Анатолій Всеволодович
- Момотенко Микола Петрович
- Москальков Петро Іванович
- Муха Степан Нестерович
- Мяловицький Анатолій Володимирович
- Недашковський Дмитро Григорович
- Недєлін Вадим Серафимович
- Орлик Марія Андріївна
- Остапченко Володимир Іванович
- Пащенко Андрій Якович
- Підстригач Ярослав Степанович
- Пічужкін Михайло Сергійович
- Подшивалов Володимир Іванович
- Протасов Олександр Павлович
- Семенов Іван Петрович
- Сиволоб Віра Іванівна
- Скачко Микола Артемович
- Скиба Іван Іванович
- Собченко Володимир Федорович
- Солодовник Леонід Дмитрович
- Старунський Володимир Гордійович
- Тичинін Віктор Сергійович
- Фомичов Павло Васильович
- Хизуненко Володимир Семенович
- Ченцов Ігор Панасович
- Чербаєв Віктор Іванович
- Шевчук Василь Петрович
- Шматольян Іван Іванович
- Шраменко Віктор Макарович
- Штученко Віктор Васильович
- Шульгін Микола Павлович
- Юрчук Василь Ісакович

### Члени Ревізійної комісії
- Агеєнко Микола Іванович
- Бабич Юрій Петрович
- Билина Микола Кузьмич
- Білоблоцький Микола Петрович
- Богомолов Сергій Іванович
- Болошкевич Катерина Іванівна
- Большак Василь Григорович
- Бурлай Володимир Сергійович
- Гаєвський Юрій Федорович
- Грунянський Іван Іванович
- Діденко Раїса Тимофіївна
- Журату Олександра Миколаївна
- Зайчук Володимир Гнатович
- Зверєв Рід Петрович
- Земляний Микола Петрович
- Івлєв Володимир Панасович
- Івченко Надія Степанівна
- Касьяненко Олег Якович
- Кібець Леонід Федорович
- Коваленко Іван Тимофійович
- Коваль Микола Гурійович
- Козерук Василь Петрович
- Козіна Валентина Вікентіївна
- Кондратюк Олександра Пилипівна
- Концевич Михайло Григорович
- Котов Юрій Борисович
- Лавренко Яків Миронович
- Ластовецький Анатолій Романович
- Лукінов Іван Іларіонович
- Лук'яненко Олександра Михайлівна
- Лук'янов Борис Миколайович
- Максименко Дмитро Павлович
- Марковська Лілія Тихонівна
- Мацегора Євген Олександрович
- Морозюк Василь Іванович
- Мостовий Павло Іванович
- Онищенко Олександр Павлович
- Остап'як Роман Остапович
- Погостинський Михайло Григорович
- Пуденко Григорій Іванович
- Романенко Анатолій Юхимович
- Романовський Олексій Корнійович
- Сєнніков Анатолій Антонович
- Сивак Володимир Якович
- Сінченко Георгій Захарович
- Сущенко Андрій Севастянович
- Товстановський Олександр Іванович
- Федоренко Ганна Михеївна
- Філоненко Віктор Лазарович
- Фокін Вітольд Павлович
- Форманюк Олександра Михайлівна
- Чаплинський Григорій Андрійович
- Чепурний Микола Іванович
- Швець Євген Максимович
- Шпаковський Лев Костянтинович
- Якименко Олександр Никифорович
- Якушкіна Лідія Іванівна

## Зміни складу ЦК у період між з'їздами
12 квітня 1977 року на Пленумі ЦК КПУ переведений з кандидатів у члени ЦК КПУ Шматольян Іван Іванович.
15 квітня 1980 року на Пленумі ЦК КПУ увільнений від обов'язків члена ЦК КПУ Ботвин Олександр Платонович, переведений з кандидатів у члени ЦК КПУ Гіренко Андрій Миколайович.
28 травня 1980 року на Пленумі ЦК КПУ переведений з кандидатів у члени ЦК КПУ Коломієць Юрій Панасович.
29 жовтня 1980 року на Пленумі ЦК КПУ переведені з кандидатів у члени ЦК КПУ Пічужкін Михайло Сергійович та Скиба Іван Іванович.